# Gneu Corneli Escipió Hispà
|  | Cal no confondre'l amb el seu pare, Gneu Corneli Escipió Hispal. |

Gneu Corneli Escipió Hispà (en llatí: Gnaeus Cornelius Scipio Hispanus) va ser un magistrat romà. Formava part de la gens Cornèlia, i era de la família dels Escipions, d'origen patrici. Era fill de Gneu Corneli Escipió Hispal, cònsol l'any 176 aC.
L'any 149 aC, durant la Tercera Guerra Púnica, el senat el va enviar a Cartago, juntament amb Publi Corneli Escipió Nasica Serapió, per demanar la rendició, cosa que no van obtenir. L'any 139 aC va ser pretor, i va publicar un edicte dirigit als caldeus, és a dir, als astròlegs, segons el qual havien d'abandonar Roma i Itàlia en deu dies.